# Kelemen (Jalžabet)
Kelemen falu Horvátországban, Varasd megyében. Közigazgatásilag Jalžabethez tartozik.

## Fekvése
Varasdtól 10 km-re délkeletre, községközpontjától 3 km-re nyugatra a Drávamenti-síkság szélén, a Varasdot Ludbreggel összekötő főút mellett fekszik.

## Története
1857-ben 767, 1910-ben 906 lakosa volt. 
1920-ig Varasd vármegye Varasdi járásához tartozott, majd a Szerb-Horvát-Szlovén Királyság része lett. 2001-ben a falunak 160 háza és 556 lakosa volt.

## Nevezetességei
- A település központjában, a Varasd–Jalžabet út mentén, egy kis dombon áll a Szent Kelemen-kápolna.[2] Nyugat–keleti tájolású, téglalap alaprajzú épület, a főbejárat előtt harangtoronnyal és a déli oldalon sekrestyével. A szentély négyszögletes és valamivel alacsonyabb, mint a hajó. A kápolnát a 14. század közepe óta említik, és a mai épület is megőrizte a középkori templom alapvető méreteit és alapfalait. A 18. században barokk stílusban építették át, ekkor kapta a barokk berendezését.
- A Szent Flórián-oszlopot[3] a 19. században emelték védelmül a tűzvészek ellen, amelyek többször pusztították a települést. Az oszlop a település a központjában, a domb lábánál, a kápolna közelében, annak déli oldalán található. Az oszlopot négyszögletes talapzatra helyezték, amelyre a fűrészt helyezték. A színesre festett szobor a szentet egy római harcos ruházatában ábrázolja, rusztikusan formázott és hangsúlyos arcvonásokkal. Jobb lába mellett a kápolna modellje látható.
- Malom a Plitvica-patakon.
- Az 1–4. század között használt római villa maradványai.[4] A villa maradványai Szenterzsébet településtől északnyugatra 3,5 km-re, de már Kelemen területén találhatók. Ezen a helyen a római kor különböző szakaszaiból származó régészeti anyag került elő. Az itteni ókori település legrégebbi szakaszát (az 1. század második fele és a 2. század első fele) jelenleg csak a cseréptöredékek alapján határozták meg, míg a középső szakaszt, mely Traianus császár idejétől a 3. század elejéig terjed az építészeti jellegzetességek datálják. Ez a hely az ősi Poetovio–Mursa út nyomvonalán található, amelynek nyomai néhol még mindig láthatók a mezőn. A lelőhely a horvát kulturális örökség része, örökségvédelmi jegyzékszáma: Z-1944.[5]